# Bondodee
Bondodee är en klan i Liberia. Den ligger i regionen Montserrado County, i den västra delen av landet, 30 km norr om huvudstaden Monrovia.